# Кримський похід на Московщину (1507)
Кримський похід на Московщину  1507 року — перший збройний конфлікт між Кримським ханством і Московським царством, викликаний набігом кримських татар на московські землі з метою розорення Верховських князівств. Вторгнення сталося під час литовсько-московської війни 1507—1508 років і носило характер союзних дій у відношенні до польсько-литовської сторони.
Напад на бєльовські, козельські та одоєвські землі 1507 року вилився у перший відкритий бій між московитами і татарами в низці наступних численних кримських набігів на Московщину і походів московських військ у відповідь на Крим у багатовіковому протистоянні обох держав, і багато в чому визначив характер майбутніх зовнішньополітичних відносин між двома державами на кілька століть уперед.

## Політична ситуація
В останні місяці життя Івана III в Казані відбулися події, які потягли за собою чергову московсько-казанську війну. Спочатку в Казані був підступно захоплений московський посол Михайло Степанович Єропкін-Кляпік. Потім 24 червня 1505 року, у день проведення великого ярмарку, були здійснені масові напади на московських купців, яких тоді було особливо багато в Казані. Їхнє особисте та торгове майно було розграбоване, а ті з купців, хто не були вбиті, потрапили в полон для отримання за них викупу або для продажу в рабство. У вересні казанський хан Мухаммед-Амін, колишній ставленик Івана III, на чолі 60 тисячного казансько-ногайського війська обложив Нижній Новгород, але, не зумівши взяти місто, з втратами повернувся до Казані. Василій III, який зайняв престол після смерті батька, протягом 1506 року відрядив кілька походів на Казань. Але всі послані московські війська були розбиті казанцями. Здобувши кілька великих і рішучих перемог над своїм недавнім союзником, Мухаммед-Амін відправив посольство до Великого князя литовського і Королю польському Олександру Ягеллончику. Слідом за своїм вітчимом, кримським ханом Менґлі I Ґераєм, Мухаммед-Амін слав свої запевнення в дружбі і відданості Олександру, пропонуючи союз проти Великого князя Василя Івановича з тим, щоб навесні 1507 року всім одночасно напасти на Московію.

## Початок московсько-литовської війни 1507—1508 років
Зважаючи на внутрішню і зовнішньополітичну ситуацію, що ускладнилася, навколо Московської держави після сходження в 1505 році на Великокняжий престол Василія III, Сигізмунд I, проголошений у 1506 році Великим князем литовським і Королем польським, зажадав від Москви повернути території, що відійшли до неї в результаті московсько-литовської війни 1500—1503 років згідно Благовіщенському перемир'ю, укладеним 25 березня 1503 року. Отримавши відмову, Сигізмунд I вирішив почати нову військову кампанію проти Московської держави з метою повернути втрачені території.

## Кримський похід на Верховські князівства
Улітку 1507 року військо під командуванням кримського хана Менґлі I Ґерая і його старшого сина калгі Мехмеда Ґерая вийшло з Криму і, згідно з договором із Сигізмундом I, рушило до московських рубежів. Великому князю Василію Івановичу незабаром стало відомо про те, що з Кримського ханства до московських околиць у напрямку Верховських князівств виступило численне військо.

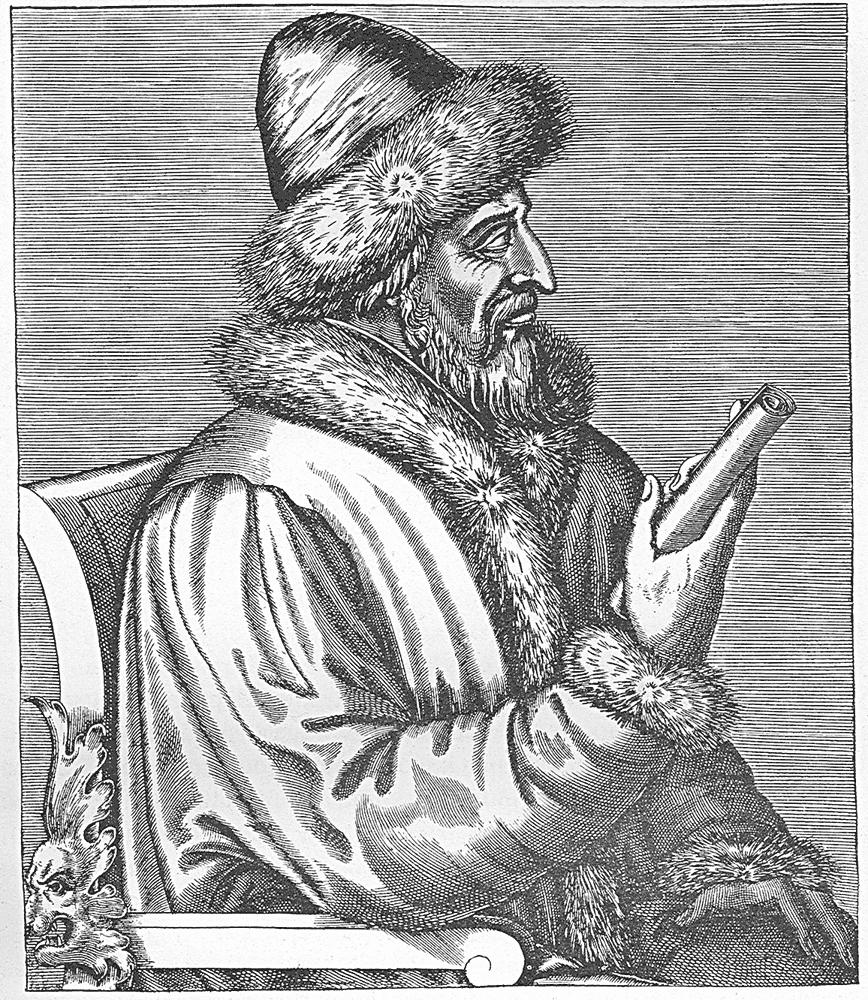
Василій III на французькій гравюрі Андре Теве

Назустріч татарському війську Василій III відправив з Москви в Бельовсвоїх воєвод: князя Івана Івановича Холмського-Кашу та окольничого князя Костянтина Федоровича Ушатого, до яких повинні були приєднатися місцеві служиві князі: бєлевський воєвода князь Василь Семенович Одоєвський на прізвисько Швіх, князь Іван Михайлович Воротинський та козельський намісник князь Олександр Іванович Стригін-Оболенський.
|  | Направление набега было выбрано очень точно в соответствии с замыслами правительства Сигизмунда I. Объектом нападения были выбраны земли северских князей, но не южные и западные, а самые северные и наиболее близко расположенные к Москве — Белёвские и Одоевские. Это должно было показать всем новым московским служилым князьям, что Москва не сможет защитить их владений и им грозит неминуемое разорение, если они не возвратятся в Литву. |

Але незабаром Менґлі Ґерай був змушений зупинити свій похід на північ.
Прихильники Василія III в Ногайському юрті, з якими він налагодив дипломатичні відносини, дізнавшись, що кримський хан повів своє військо в набіг на московські землі, не забули скористатися можливістю організувати власне вторгнення в Крим і, тим самим, припинити спроби Ґераїв позбавити Ногайську орду незалежності.
Ледве дізнавшись про ногайський похід, Менґлі Ґерай наказав своєму синові Мехмеду розгорнути велику частину свого війська і поспішати назустріч ногайцям. А щоб не порушити домовленостей і не розірвати союзу з Литвою, Менґлі Ґерай наказав своєму мурзі Занесеїту Янкуватовичу продовжити з рештою загонами набіг на московські землі. На зворотному шляху з Мехмедом трапився нещасний випадок. Він впав із коня і сильно забився. Після єдиної битви кримське військо повернулося до Криму, а ногайці, з незначними втратами, пішли назад на Волгу.
Перебуваючи у Воротинську, воєводи Великого князя отримали звістку про скоєний кримський набіг. Розграбувавши і розоривши бєльовські, козельські та одоєвські землі, татари захопили велике число невільників і повернули назад у степ.
Московське військо вирушило навздогін і наздогнало кримську орду на берегах Оки, де 9 серпня відбулася битва, в результаті якої татарські загони були повністю розбиті, а багато татар, що вижили, були захоплені в полон. Усіх московських невільників вдалося звільнити. Московські полки переслідували вцілілі кримські загони до річки Рибниці, що впадає в Оку.
Полонені татари, які брали участь у нападі на бєлевські, козельські та одоєвські землі, були піддані допиту, на якому показали, що кримсько-татарським військом, яка вчинила набіг на Верховські князівства, керував мурза Занесеїт Янкуватович. 14 серпня до Василія III від воєвод прибув гонець Гридя Афанасьєв зі звісткою про перемогу Московського війська над кримської ордою. 

## Наступні події
Після перемоги Московського війська в битві на Оці 9 серпня 1507 року татарські загони були змушені відійти від кордонів Московської держави і повернутися до Криму. Відбивши напад татар на Верховські князівства, Василій III здобув можливість зосередити всі сили на війні з Литвою в результаті чого московські війська перейшли в наступ і зуміли увійти в глиб Литовського князівства.
Незважаючи на численні литовські подарунки і укладений союз з урядом Сигізмунда, Менґлі Ґерай відправив посольство бунтівним литовським князям, що підняли повстання на чолі з Глинським, із пропозицією перейти на кримську службу та обіцянкою затвердити за ним Київ. Але вже у травні 1508 року Глинський прийняв пропозицію Василія III, присягнувши йому на вірність і прийнявши московське підданство.
Одночасно хан підтримував і Сигізмунда, маючи намір під приводом військової підтримки надіслати татарські загони під Київ та Вільно. Але в листі Менґлі Ґерая від 11 червня 1508 року Сигізмунд поспішав відмовитися від такої допомоги, оскільки повстання Глинського на той час було придушено, а литовські війська вже підійшли до московських кордонів. У тому ж листі Сигізмунд просив Менґлі Ґерая підтвердити їх дружбу і послати війська на Брянськ, Стародуб Сіверський і Новгород Сіверський, а також писав, що негайно висилає до Криму гроші. Оцінивши безперспективність продовження переговорів із Глинським, Менґлі Ґерай знову звернувся до угоди з королем Сигізмундом I і у відповідь на його прохання влітку 1508 році послав кримську орду у другий похід на Московську державу в новгород-сіверські землі, щоб зайти в тил Московським військам.

## Значення
Незважаючи на те, що набіги татарських загонів і самостійні походи кримських мурз на Московщину відбувалися і до початку Московсько-литовської війни 1507—1508 років, кримський хан Менґлі Ґерай завжди дотримувався позиції непричетності та необізнаності про самовільні дії своїх воєначальників. Конфлікти з Москвою, що виникали через подібні набіги, урегульовувались дипломатичним шляхом, а Менґлі Ґерай накладав на своїх мурз ханську «опалу».
Кримський похід на Верховські князівства 1507 року здійснений внаслідок укладення кримсько-литовського союзу, став першим міждержавним озброєним конфліктом між Кримським ханством і Московською державою, ознаменувавши собою початок Московсько-кримських воєн, що завершилися припиненням існування Кримського ханства та анексія Криму Російською імперією указом Катерини II від 8 квітня 1783 року.
До того оборона околиць Московської держави, як правило, покладалася на місцевих воєвод, але в даному випадку Василій III вважав вторгнення кримських татар на Верховські князівства серйозною загрозою і визнав за необхідне послати для їхнього захисту московських воєвод.